# Rocketman
Rocketman er en amerikansk-britisk film instrueret af Dexter Fletcher fra 2019, der fortæller historien om den britiske musiker Elton John.  

## Medvirkende
- Taron Egerton som Elton John
- Jamie Bell som Bernie Taupin
- Richard Madden som John Reid
- Bryce Dallas Howard som Sheila Eileen
- Stephen Graham som Dick James
- Jason Pennycooke som Wilson
- Charlie Rowe som Ray Williams
- Gemma Jones som Ivy
- Kit Connor som Ældre Reggie

## Priser
| Ceremoni             | Pris                                 | Modtager                                                  | Resultat  |
| -------------------- | ------------------------------------ | --------------------------------------------------------- | --------- |
| Academy Awards       | Bedste sang                          | Elton John og Bernie Taupin - "(I'm Gonna) Love Me Again" | Vundet    |
| Cannes Film Festival | Queer Palm                           | Dexter Fletcher                                           | Nomineret |
| Golden Globes        | Bedste film - Komedie                | Dexter Fletcher                                           | Nomineret |
| Golden Globes        | Bedste mandlige hovedrolle - Komedie | Taron Egerton                                             | Vundet    |
| Golden Globes        | Bedste originale sang                | Elton John og Bernie Taupin                               | Vundet    |